# بني السعدات (المغربة)

تعديل مصدري - تعديل

بني السعدات هي إحدى قرى عزلة بني جديلة بمديرية المغربة التابعة لمحافظة حجة، بلغ تعداد سكانها 1059 نسمة حسب تعداد اليمن لعام 2004.